# Xanthium strumarium
La nappola minore (nome scientifico Xanthium strumarium L., 1753)  è una pianta erbacea appartenente alla famiglia delle Asteraceae, con caratteristici frutti spinosi.

## Etimologia
Il nome generico (Xanthium) deriva dal greco e significa "giallo" in riferimento al fatto che anticamente queste piante erano usate per tingere di giallo le stoffe; mentre L'epiteto specifico (strumarium) deriva dalle sue presunte proprietà medicamentose sui tumori e ulcere.

Il binomio scientifico attualmente accettato (Xanthium strumarium) è stato proposto da Carl von Linné (1707 – 1778) biologo e scrittore svedese, considerato il padre della moderna classificazione scientifica degli organismi viventi, nella pubblicazione Species Plantarum del 1753.

## Descrizione

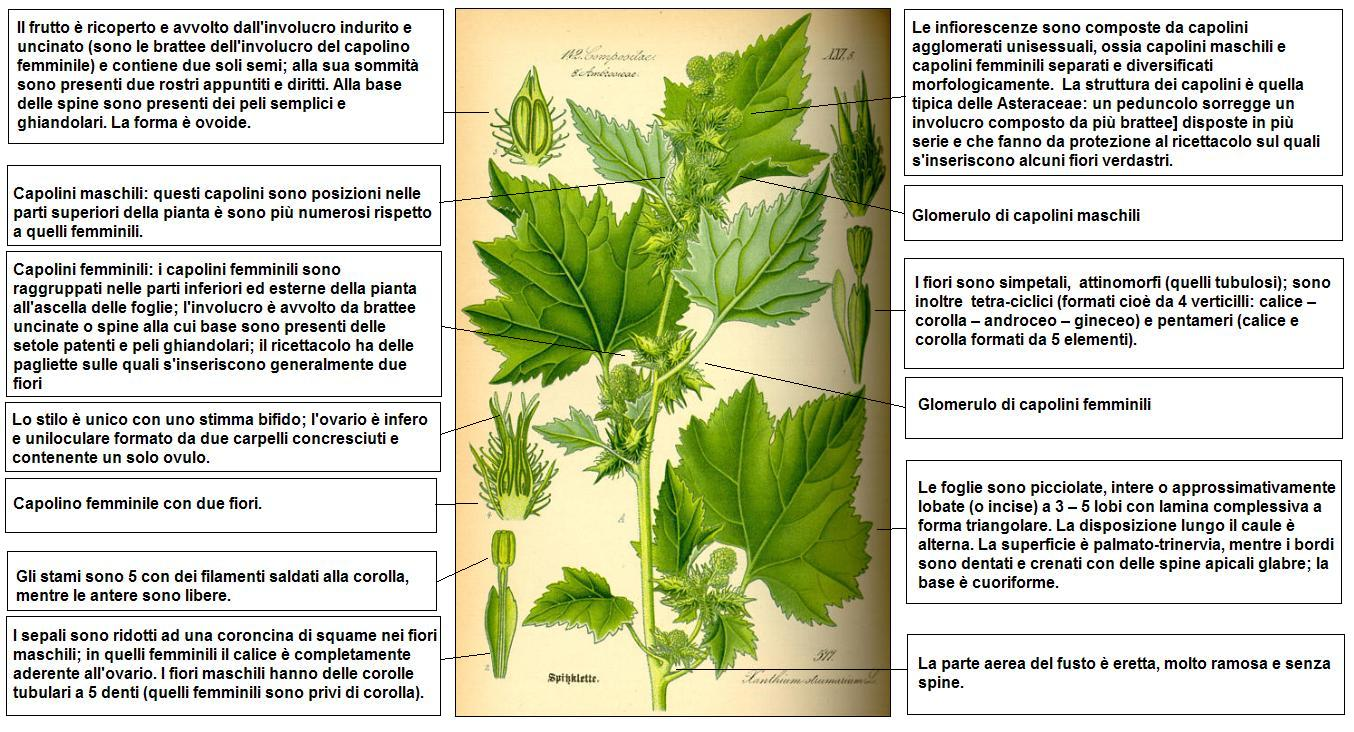
Descrizione delle parti della pianta

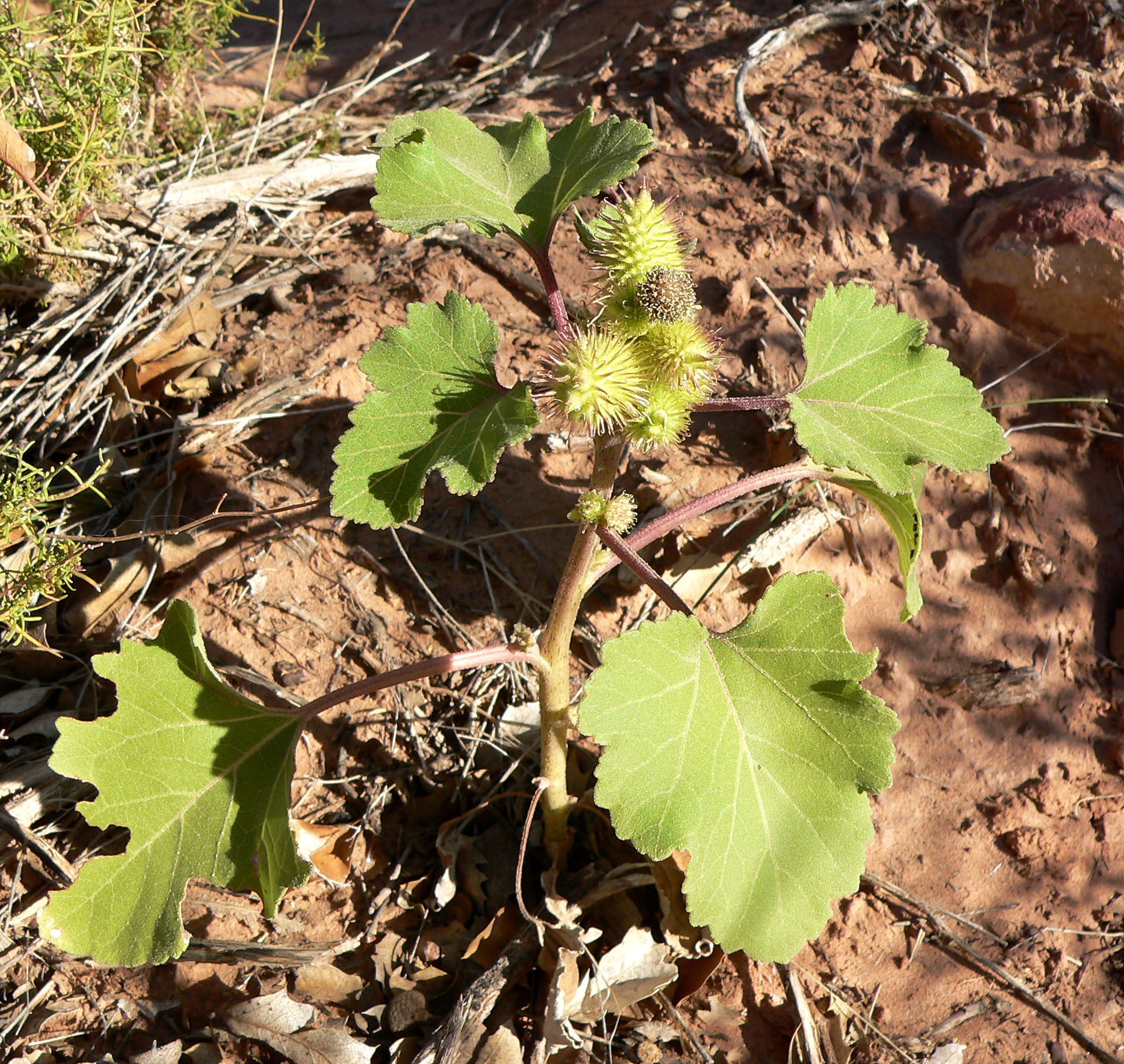
Il portamento

Sono piante non molto alte: 2 – 12 dm (massimo 20 dm).  La forma biologica della specie è terofita scaposa (T scap), sono piante erbacee che differiscono dalle altre forme biologiche poiché, essendo annuali, superano la stagione avversa sotto forma di seme; sono inoltre munite di asse fiorale eretto, spesso con poche foglie. È una specie monoica: i fiori maschili e femminili sono separati ma presenti sulla stessa pianta.

### Radici
Le radici sono secondarie da fittone.

### Fusto
- Parte ipogea: la parte sotterranea è fittonante.
- Parte epigea: la parte aerea del fusto è eretta e molto ramosa. In questa specie non sono presenti spine nodali.

### Foglie

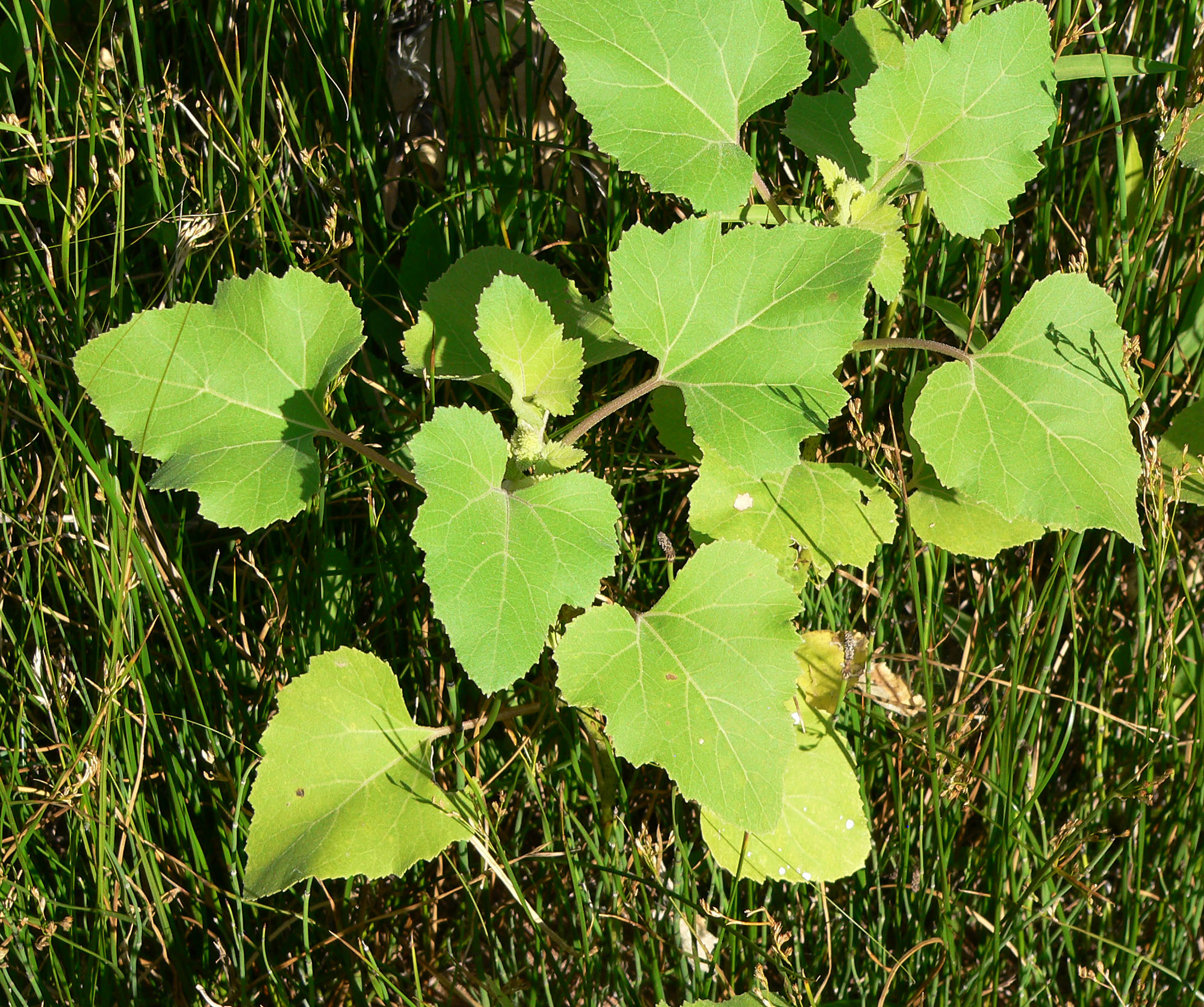
Le foglie

Le foglie sono picciolate, intere o approssimativamente lobate (o incise) a 3 – 5 lobi con lamina complessiva a forma triangolare. La disposizione lungo il caule è alterna. La superficie è palmato-trinervia, mentre i bordi sono dentati e crenati con delle spine apicali glabre; la base è cuoriforme. Dimensioni delle foglie: larghezza 3 – 10 cm; lunghezza 4 – 12 cm. Lunghezza del picciolo: 10 – 20 mm

### Infiorescenza
Le infiorescenze sono composte da capolini agglomerati unisessuali, ossia capolini maschili e capolini femminili separati e diversificati morfologicamente.  La struttura dei capolini è quella tipica delle Asteraceae: un peduncolo sorregge un involucro composto da più brattee disposte in più serie e che fanno da protezione al ricettacolo  sul quali s'inseriscono alcuni fiori verdastri.
- Capolini maschili: questi capolini sono posizionati nelle parti superiori della pianta è sono più numerosi rispetto a quelli femminili.
- Capolini femminili: i capolini femminili sono raggruppati nelle parti inferiori ed esterne della pianta all'ascella delle foglie; l'involucro è avvolto da brattee uncinate o da spine alla cui base sono presenti delle setole patenti e peli ghiandolari; il ricettacolo ha delle pagliette sulle quali s'inseriscono generalmente due fiori[5].

### Fiore

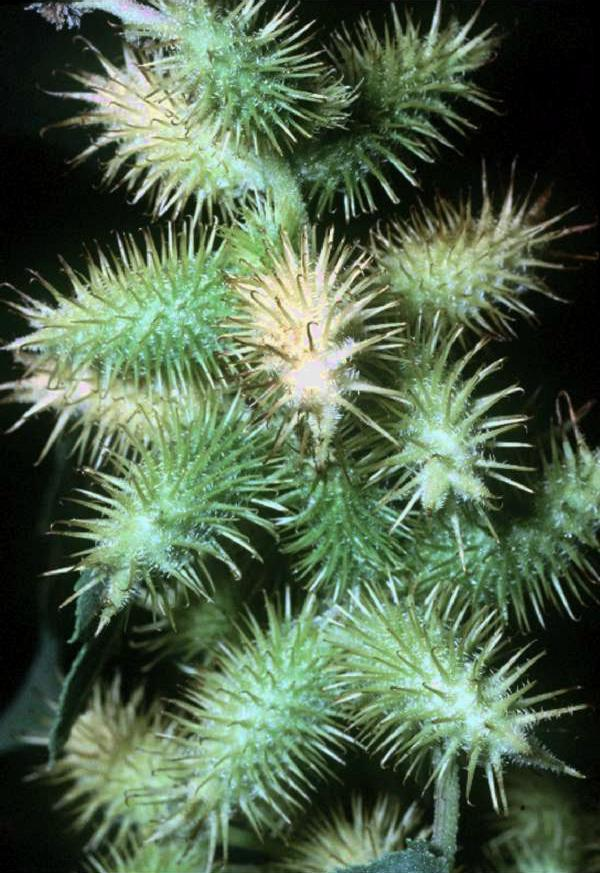
I capolini

I fiori sono simpetali e attinomorfi; sono inoltre tetra-ciclici (formati cioè da 4 verticilli: calice – corolla – androceo – gineceo) e pentameri (calice e corolla formati da 5 elementi).
- Formula fiorale: per questa pianta viene indicata la seguente formula fiorale:

* K 0/5, C (5), A (5), G (2), infero, achenio
- Calice: i sepali sono ridotti ad una coroncina di squame nei fiori maschili; in quelli femminili il calice è completamente aderente all'ovario.
- Corolla: i fiori maschili hanno delle corolle tubulari a 5 denti (quelli femminili sono privi di corolla).
- Androceo: gli stami sono 5 con dei filamenti saldati alla corolla, mentre le antere sono libere[2].
- Gineceo: lo stilo è unico con uno stimma bifido; l'ovario è infero e uniloculare formato da due carpelli concresciuti e contenente un solo ovulo.
- Fioritura: da luglio a ottobre.

### Frutti
Il frutto è ricoperto e avvolto dall'involucro indurito e uncinato (sono le brattee dell'involucro del capolino femminile) e contiene due soli semi; alla sua sommità sono presenti due rostri appuntiti e diritti. Alla base delle spine sono presenti dei peli semplici e ghiandolari. La forma è ovoide. Dimensioni del frutto: larghezza 5 – 8 mm; lunghezza 10 – 15 mm.

## Biologia
- Impollinazione: l'impollinazione avviene tramite insetti (impollinazione entomogama) ma anche tramite il vento (impollinazione anemogama) .
- Riproduzione: la fecondazione avviene fondamentalmente tramite l'impollinazione dei fiori (vedi sopra).
- Dispersione: i frutti sono spinosi e uncinati per attaccarsi al pelo degli animali e lasciarsi così trasportare lontano (disseminazione zoocora).

## Distribuzione e habitat

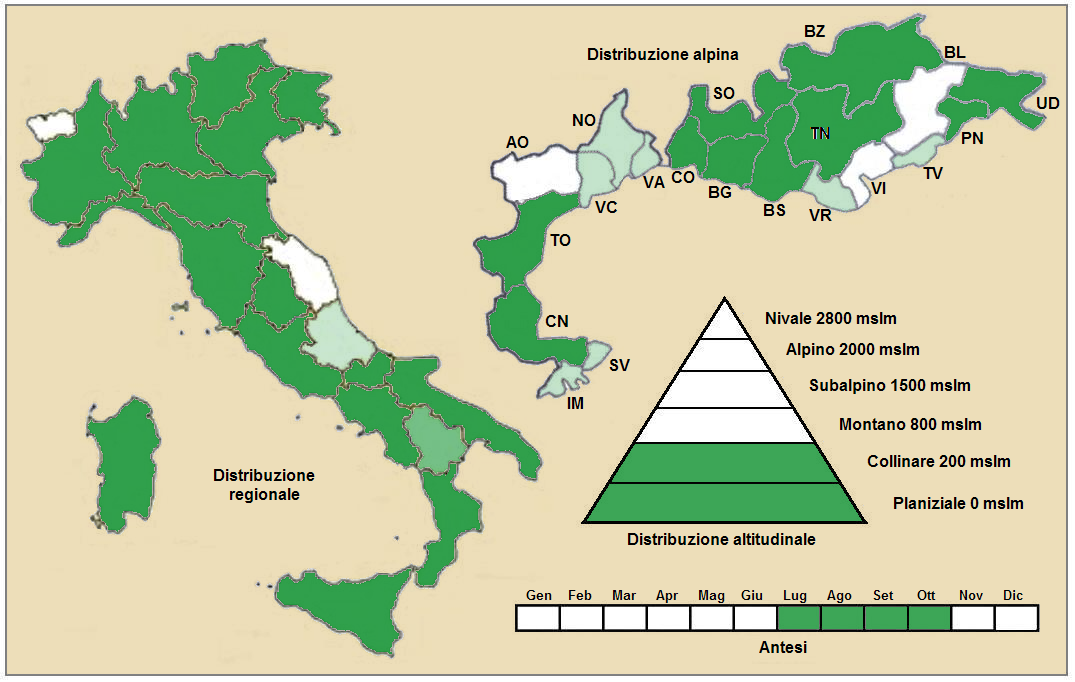
Distribuzione della pianta
(Distribuzione regionale – Distribuzione alpina)

- Geoelemento: il tipo corologico (area di origine) è Americano, poi divenuto Sub – cosmopolita o Eurasiatico (in Europa era una specie comune già nel 1542[9]).
- Distribuzione: è comune in tutta la penisola italiana. Nelle Alpi è presente un po' ovunque (escluse alcune provincie). Oltreconfine (sempre nelle Alpi) si trova in Francia (dipartimenti di Alpes-de-Haute-Provence, Hautes-Alpes, Drôme e Isère), Austria (Länder del Vorarlberg, Tirolo Settentrionale, Tirolo Orientale, Salisburgo e Carinzia). Sugli altri rilievi europei si trova nel Massiccio Centrale, Pirenei, Monti Balcani e Carpazi.[8]
- Habitat: l'habitat tipico sono le zone ruderali, scarpate, gli incolti aridi e le macerie; ma anche le aree a coltivazione (come vigne e oliveti).  Il substrato preferito è sia calcareo che siliceo con pH neutro, alti valori nutrizionali del terreno che deve essere mediamente umido.
- Distribuzione altitudinale: sui rilievi queste piante si possono trovare fino a 800 m s.l.m.; frequentano quindi i seguenti piani vegetazionali: collinare oltre a quello planiziale – a livello del mare.

### Fitosociologia
Dal punto di vista fitosociologico la specie di questa voce appartiene alla seguente comunità vegetale:
Formazione : comunità terofiche pioniere nitrofile
Classe : Stellarietea mediae

## Tassonomia
La famiglia di appartenenza della Xanthium strumarium (Asteraceae o Compositae, nomen conservandum) è la più numerosa del mondo vegetale, comprende oltre 23000 specie distribuite su 1535 generi (22750 specie e 1530 generi secondo altre fonti). Il genere di appartenenza (Xanthium) è composto da poche specie, meno di una decina a seconda dei vari Autori.

Il numero cromosomico di X. strumarium è: 2n = 36.

### Variabilità
Da questa specie dipendono una dozzina e più di taxa (sottospecie, varietà o forme) differenziate anche per minimi particolari che alcuni Autori considerano specie indipendenti, altri dei semplici sinonimi (vedi paragrafo “Sinonimi”), altri sottospecie e altri ancora prive di validità tassonomica (come ad esempio var. canadese e var. glabratum).

Qui di seguito sono elencate alcune sottospecie europee. L'elenco è stato redatto in base alle specie riconosciute come valide dalla Checklist dei Royal Botanic Garden Edinburgh.

- subsp. strumarium
- subsp. italicum (Moretti) D.Löve (1976); in realtà secondo gli ultimi orientamenti della comunità scientifica botanica italiana questa sottospecie è considerata una specie con il seguente nominativo: Xanthium italicum Moretti (1822).

Altre varietà sono contenute nelle varie checklist soprattutto americane:

- subsp. brasilicum (Vell.) O. Bolo & Vigo	(1988)
- subsp. sibiricum (Patrin Widder ex) Greuter (2003)
- var. echinatum (Murray) Kuntze
- var. inaequilaterale (DC.) CB Clarke (1876)
- var. indicum Debeaux (1877)
- var. subinerme CGA Winkl. ex Widder (1923)
- var. wootonii (Cockll.) W.C.Martin & C.R.Hutchins (1981)
- fo. purpurascens Priszter (1985)

### Ibridi
Con questa specie è possibile il seguente ibrido intraspecifico:
- Xanthium strumarium subsp. strumarium x Xanthium strumarium subsp. italicum

### Sinonimi
Questa entità ha avuto nel tempo diverse nomenclature. La tabella seguente indica alcuni tra i sinonimi più frequenti:
- Xanthium americanum Walter
- Xanthium brasilicum Vellozo (1831)
- Xanthium cavanillesii Schouw
- Xanthium chasei Fernald
- Xanthium chinense Miller
- Xanthium curvescens Millspaugh & Sherff
- Xanthium cylindricum Millspaugh & Fernald
- Xanthium echinatum Murray
- Xanthium echinellum Greene ex Rydberg
- Xanthium fuscescens Jordan & Fourr. (1866)
- Xanthium globosum C. Schull
- Xanthium inflexum Mackenzie & Bush
- Xanthium inerme S.F. Gray (1821)
- Xanthium italicum Moretti
- Xanthium macrocarpum DC. in Lam. & DC. (1815) subsp. italicum (Moretti) Nyman (1879): sinonimo della subsp. italicum
- Xanthium natalense Widder
- Xanthium orientale Linnaeus
- Xanthium oviforme Wallroth
- Xanthium pensylvanicum Wallroth
- Xanthium pungens Wallr.
- Xanthium revelieri Jordan & Fourr. (1866)
- Xanthium saccharatum Wallr. (1842)
- Xanthium sibiricum Patrin ex Widder : sinonimo della subsp. strumarium
- Xanthium speciosum Kearney
- Xanthium strumarium var. canadense (Miller) Torrey & A. Gray
- Xanthium strumarium subsp. cavanillesii (Schouw ex Didr.) D.Löve & Dans.: sinonimo della subsp. italicum
- Xanthium strumarium var. glabratum (de Candolle) Cronquist
- Xanthium varians Greene
- Xanthium wootonii Cockerell

### Specie simili
Nell'ambito del genere le specie più simili sono la specie Xanthium italicum Moretti (il frutto ha dimensioni più grandi e le 2 spine apicali sono arcuate e provviste di setole) e la specie Xanthium orientale L. (il frutto ha una forma più snella con le spine apicali attorcigliate).

## Usi

### Farmacia
Secondo la medicina popolare lo Xanthium spinosum possiede le seguenti proprietà medicamentose
- antibatterica (blocca la generazione dei batteri);
- antireumatica  (attenua i dolori dovuti all'infiammazione delle articolazioni);
- antispasmodica (attenua gli spasmi muscolari, e rilassa anche il sistema nervoso);
- antitosse;
- emolliente (protegge le mucose e ne attenua l'infiammazione);

- diaforetica (agevola la traspirazione cutanea);

- diuretica (facilita il rilascio dell'urina);
- lassativa (ha proprietà purgative);
- sedativa (calma stati nervosi o dolorosi in eccesso).

### Cucina
Questa pianta viene usata raramente e con molte cautele in cucina in quanto è tossica (anche gli animali da pascolo la evitano). Le tossine sono contenute anche nel seme.

### Altri usi
Dalle foglie si può ricavare tannino e un colorante giallo; mentre dai semi si ricava un colorante blu. La pianta essiccata può essere usata come repellente contro alcuni Coleotteri della superfamiglia Curculionoidea.